# Amathia tricornis
Amathia tricornis är en mossdjursart som beskrevs av Busk ms in Chimonides 1987. Amathia tricornis ingår i släktet Amathia och familjen Vesiculariidae. Inga underarter finns listade i Catalogue of Life.